# Кралска оръжейница (Торино)
Кралската оръжейница (на италиански: Armeria Reale) е оръжеен музей в Торино, регион Пиемонт, Северна Италия, част от Кралските музеи на Торино.
Притежава една от най-богатите колекции от стари оръжия и брони в света заедно с Кралската оръжейница в Мадрид и Императорската оръжейница във Виена. През 1997 г. като част от Савойските кралски резиденции в Пиемонт е включен в списъка на ЮНЕСКО за Световното културно и природно наследство.

## История
В края на 1832 г. кралят на Сардиния Карл Алберт започва да събира оръжия – собственост на Савоя в галерия Бомон на Кралския дворец. Организацията е поверена на артилерийския капитан Виторио Сесел Д'Екс (Vittorio Seyssel D’Aix), който става и първия директор на Древната и модерна оръжейница, открита през 1837 г.
Първоначалните предмети идват от арсеналите в Торино и в Генуа, и от колекциите на Музея на античността. Към тях се добавят и такива, закупени на пазара на антики, включително и важната колекция на миланския сценограф Алесандро Санкуирико (1833 г.) и забележителната колекция на сем. Мартиненго дела Фабрика от Бреша (1839 г.).
Първият каталог на музея излиза през 1840 г. и в него се включени 1554 предмета и литографски репродукции, предназначени за улесняване на тяхното изучаване и популяризиране.
През 1842 г. помещенията на Ротондата са добавени към Галерията на Бомон, замислена за съхраняване на най-новите колекции на музея на Карл Алберт, вкл. колекцията от ориенталско оръжие, принадлежала на Карло Видуа от Казале. Този сектор е допълнително обогатен след 1878 г. с дарението на личните колекции на Карл Алберт и Виктор Емануил II.
С Италианската република през 1946 г. Оръжейницата става държавен музей.
След преустройствени и реставрационни дейности, завършени през 2005 г., е възстановена историческата структура на колекцията въз основа на сценографски критерии.
Оръжейницата се намира в крилото, което свързва Кралския дворец и Държавните секретариати (сегашното седалище на Префектурата). Тя заема три помещения, които са свързани с обиколката на представителните зали на първия етаж на Кралския дворец:
- Зала на Ротондата (Sala della Rotonda) от 1842 г. – наречена така, защото тук е била галерията, свързваща Кралския дворец и Палацо Мадама
- Галерия Бомон (Galleria Beaumont), бивша Галерия на Кралицата, преструктурирана през 1732 г. по проект на първия кралски архитект Филипо Ювара върху основите на опожарената 2 пъти Голяма галерия на Карл Емануил I от 1674 – 84 г. Стенописният свод с подвизите на Еней е дело на художника Клаудио Франческо Бомон (1738 – 1743). След заминаването на Ювара за Мадрид проектът е поет през 1739 г. от кралския архитект Бенедето Алфиери. Той прави някои промени във вече направените декорации от Ювара и се погрижва за дизайна на мраморната облицовка на стените на Галерията, направена в скулптурното студио и под личния надзор на скулптора Симоне Мартинес. Повечето от произведенията са създадени между 1762 и 1764 г. През 1764 г. Мартинес извайва, по проект на Алфиери, 4-те камини от мрамор от Серавеца, върху които са поставени барелефи, дело на братя Колино – скулптори от Рим; работата продължава до 1782 г.
В края на Галерията е разположена ложата, от която на 23 април 1848 г. Карл Алберт се появява пред ликуващите граждани с шал с трикольор, с което обявява война на Австро-унгарската империя. Катастрофалните резултати от Първата война за италианска независимост, т. нар. Австро-сардинска война (1848 – 1849) обаче го принуждават да абдикира.
- Зала на медалите (Il Medagliere) – специално проектирана от Пеладжо Паладжи през 1839 г. за съхраняване на монетите, медалите и печатите, собственост на Кралския дом. Пеладжи скицира мебелите за съхранение на колекцията в новогръцки стил. Монументалното стълбище, водещо към оръжейницата, е един от шедьоврите на Бенедето Алфиери и е построено през 1740 г. на входа на Кралските секретариати (Regie Segreterie) в много по-голям размер от предвидения от Филипо Ювара.

## Колекция
Кралската оръжейница съхранява повече от 5000 предмета, вариращи от праисторията до нач. на 20 век, сред които едни от най-важните са оръжия и брони от 16 век. Сред най-важните експонати са:
- Mечът на Св. Мавриций (Spada di San Maurizio), скъпоценна реликва от 13 век, принадлежала на Савоя и запазена в калъф от 15. век от релефна, позлатена и боядисана кожа
- Емайлирана украсена конска захапка, неаполитанско производство от средата на 14 век
- Стар трицилиндров къс пистолет (terzetta), принадлежал на император Карл V Хабсбург;
- Парадната плоча на Хенри II
- Брони на Емануил Филиберт
- Брони, дело на Помпео дела Чеза от Милано
- Мускет и малка пушка (archibusetto), богато украсени със слонова кост от немския гравьор Адам Заделер (ок. 1600)
- Меч на Наполеон Бонапарт от Египетската кампания и битката при Маренго
- Оръжия, принадлежащи на кралете на Сардиния, а след това на Италия, вкл. и японската броня, дарена през 1870 г. на Виктор Емануил II, и револвера Смит енд Уесън, дарен на Виктор Емануил III
- Колекцията от над 250 знамена, свързани най-вече с историята на Савойската и Сардинската армия по време на войните на италианското Рисорджименто.

В Залата на медалите са изложени колекциите от монети и селекция от класически антики и скъпоценни предмети на Карл Алберт. В основата му стои неговият Кабинет на медалите, който през 1832 г. купува колекцията от древни и средновековни монети на Доменико Промис, който е назначен за уредник на кабинета. Чрез покупки и дарения колекцията от монети, медали и печати се увеличава до около 33 хил. броя.

## Полезна информация
Безплатен достъп:
- Лица под 18 г.
- Лица с увреждания и придружаващото ги лице
- Учители – придружители на училищни групи
- Туристически водачи на групи
- Служители на Министерството на културата
- Притежатели на Abbonamento Musei Piemonte Valle d'Aosta, Torino + Piemonte Card
- Притежатели на карта ICOM

До музея се стига:
- пеша: от ЖП гари Торино Порта Нуова – 1,3 км, Торино Порта Суза – 1,8 км;
- с градски транспорт: от ЖП гара Торино Порта Нуова автобуси n. 11, 58/ и трамвай n. 4; от ЖП гара Торино Порта Суза автобуси n. 19, 51, 57 и 72; сп. Garibaldi и сп. Castello;
- с кола: намира се в зона на ограничен достъп ZTL;
- с туристически автобус Torino City Sightseeing.

Билетът важи за посещение на Кралския дворец, Музея на античността, Галерия Сабауда, Кралската библиотека, Параклиса на Светата плащаница.